# Hannah Montana 3
Hannah Montana 3 – ścieżka dźwiękowa do trzeciego sezonu Hannah Montany. Walt Disney Records wydał płytę 7 lipca 2009 roku w Stanach. Album miał zostać wstępnie wydany 14 lipca tego samego roku, lecz premiera została przesunięta z nieznanych powodów. Soundtrack to czwarty album alter ego Miley Cyrus Hannah Montany. Album jest kontynuacją zdobywcy potrójnej platyny Hannah Montany 2/Meet Miley Cyrus.
Album zyskał głównie pozytywne recenzje od About.com i Entertainment Weekly za pełne zabawy piosenki i za umiejętność pójścia głębiej w „poszukiwaniu ballad”. Magazyny porównały wokal Cyrus do Shanii Twain, Kelly Clarkson, Gwen Stefani i innych. AllMusic nie chwalił tych porównań, ale chociaż Miley starała się „dać fanom tego czego chcą.”
Hannah Montana 3 zadebiutowała na pozycji 2. Billboard 200, ze sprzedażą 137 tys. egzemplarzy. Piosenki takie jak: „He Could Be the One” i „Let’s Get Crazy” stały się utworami o najwyższej pozycji na listach w Stanach i Kanadzie. Przy czym pierwszy z nich osiągnął pozycje dziesiątą na Billboard Hot 100.

## Tło
W 2008 i 2009 roku Cyrus nagrywała piosenki na soundtrack do trzeciego sezonu Hannah Montany i na ścieżkę dźwiękową Hannah Montana: The Movie. Piosenki takie jak „Let’s Get Crazy” i „Let’s Do This” znalazły się na obu soundtrackach. Wielu producentów i autorów pracowało nad albumem, w tym sędzia American Idol Kara DioGuardi, która jest współproducentem i współautorem „Mixed Up”, „He Could Be the One”, „Supergirl” i „Don’t Wanna Be Torn”. „The Best of Both Worlds” napisał Matthew Gerrard i Robbie Nevil, którzy przyczynili się także do pisania tekstu do „Ice Cream Freeze”. Colleen Fitzpatrick (z Vitamin C) jest autorką tekstu do „Let’s Get Crazy”, a Tim James do „Let’s Do This”, która pierwotnie została nagrana i napisana przez piosenkarza country Adama Teftellera, przed nagraniem przez Montanę. Tylko jedna piosenka na płycie nie jest wykonywana przez Hannah „Let’s Make This Last 4Ever”, którą zaśpiewał aktor Hannah Montany Mitchel Musso. Na albumie znalazły się dwa duety: pierwszy, który miał zostać pierwotnie nagrany przez samą Miley „I Wanna Know You” z Davidem Archuletą oraz nowa wersja piosenki z Hannah Montany „If We Were a Movie” z Corbinem Bleu, która została użyta we finale drugiego sezonu serialu.

### Wydanie
Album został wydany na formacie CD i digital download 7 lipca 2009 roku. Wersja deluxe dostępna na iTunes Store zawiera płytę CD oraz DVD z ośmioma klipami nakręconymi podczas koncertu w Kalifornii. W Wielkiej Brytanii 7 września 2009 roku wydano edycję specjalną z trochę zmienioną okładką zawierającą dysk CD oraz DVD, ponadto plakat oraz specjalny bonus. 30 października 2009 roku Walt Disney Records wydał wersję karaoke albumu pod tytułem: Disney’s Karaoke Series: Hannah Montana 3. Pierwsze wydanie karaoke planowana na 13 października 2009 roku, jednak z nieznanych powodów przesunięto premierę. Płyta zawiera osiem piosenek ze ścieżki dźwiękowej oraz osiem w wersji wokalnej.

## Krytyka
| About.com            | [ 12 ] |
| AllMusic             | [ 13 ] |
| Entertainment Weekly | (B)    |

Album otrzymał mieszane recenzje. Heather Phares z AllMusic pisała o albumie bardziej negatywnie niż o Hannah Montanie 2 czy Hannah Montanie: The Movie. Phares skarżyła się, że album nie „urósł” do wieku Miley: „Miley Cyrus miała 13 lat gdy zaczęła karierę jako Hannah Montana, przed wydaniem Hannah Montana 3 miała niecałe 17. Był to całkiem spory okres w życiu nastolatki, ale nigdy nie poznasz go ze słuchania tych piosenek. „Inną negatywną cechą albumu było zbyt nagłe przejście z szybkiego popu w spokojne ballady. Heather opisała „Ice Cream Freeze (Let’s Chill)” jako uderzające podobieństwo do „Hoedown Throwdown” Miley, które nie otrzymało pozytywnych komentarzy od krytyków. Dla AllMusic najgorsza piosenka z płyty to „Just a Girl”. magazyn wspomniał. że: „jedyną gorszą rzeczą od śpiewania wielkiej gwiazdy o zniszczeniu jej przez sławę jest wielka dziecięca gwiazda śpiewająca o tym.” W podsumowaniu stwierdzono, że „Hannah Montana 3 daje fanom to czego chcą, jednak muzyka trochę przytłacza. „Warren Truit z About.com spojrzał na piosenki z „młodzieżowego punktu widzenia” i wziął pod uwagę to, że utwory nie mogą reprezentować jej życia. „It’s All Right Here” i „He Could Be the One” przyrównał do Shanii Twain. Powiedział także, że piosenki są mieszanką Gwen Stefani, Joan Jett i Avril Lavigne z „Radio Disneyowskim pop rockiem.” Wspomniał także, że „Ice Cream Freeze” jest tak samo głupkowate jak „Hoedown Throwdown”. W podsumowaniu napisał: „Gdy przychodzi co do czego Hannah Montana 3 jest niewinną, makową zabawą dla młodych fanów. Melodie na Hannah Montanie 3 może są trochę cukierkowe, ale autorzy przynajmniej zdają sobie sprawę z tego kim są ich odbiorcy w przeciwieństwie do „katastrofy bezładowego gatunku” Jonas Brothers z Lines, Vines and Trying Times. Fanom Hannah bardzo podobają się utwory z płyty, a rodzice mogą tolerować większość utworów z płyty. Mikael Wood z Entertainment Weekly ocenił piosenki jako bardziej lżejsze i bardziej pozytywne niż na poprzednich albumach. Napisał:
„Zwolennicy teen popu Miley, zmartwieni atmosferą piosenek w Hannah Montana: The Movie mogą oddychać spokojnie: melodie z telewizyjnego serialu pokazują skrzypcowe połączenie z gitarami w stylu bubble-grunge. „I Wanna Know You” duet z Davidem Archuletą jest trochę zbyt poważny, ale za to „Supergirl” jest rockowe, przypominające Kelly Clarkson.”

## Sukces komercyjny
Hannah Montana 3 zadebiutowało na drugiej pozycji Billboard 200, ze sprzedażą 137 000 kopii oraz na pozycji piątej Top Digital Albums i osiemnastej Top Internet Albums. Album także znalazł się w pierwszej dziesiątce amerykańskiej listy Top Kid Albums i Top Soundtrack. Na liście Top Kid Albums ścieżka dźwiękowa do filmu Hannah Montana: Film okupowała pozycję pierwszą, natomiast soundtrack do trzeciego sezonu Hannah Montany znalazł się o oczko niżej. W drugim tygodniu Hannah Montana 3 awansowała na pozycję pierwszą notowania Top Kid Albums, a spadła na trzecią Billboard 200. W czwartym tygodniu album spadł na pozycję piątą, a w kolejnym już na siódmą.

## Single

### Radio Disneysingle
- „It’s All Right Here” to pierwszy singiel z soundtracku. Został wydany na Radio Disney 7 listopada 2008 roku a teledysk ukazał się na Disney Channel[17].
- „Let’s Do This” to drugi singiel z Hannah Montana 3. Był wykorzystany w filmie Hannah Montana: Film i soundtracku do niego[6]. Klip miał swoją premierę na Disney Channel 13 grudnia 2008 roku[18][19].
- „Let’s Get Crazy” to trzeci singiel z soundtracku. Piosenkę można było po raz pierwszy usłyszeć w Hannah Montana: The Movie i na ścieżce dźwiękowej do niego[6], zanim została usłyszana w serialu. Teledysk miał swoją premierę 19 stycznia 2009 roku w ramach promocji filmu[20]. W związku z silną sprzedażą muzyki cyfrowej utwór zadebiutował na pięćdziesiątym siódmym miejscu Billboard Hot 100[21] i na dwudziestym szóstym Canadian Hot 100[21], stając się najwyżej notowaną piosenką Hannah w Kanadzie. „Let’s Get Crazy” pojawił się również na kompilacji Disney Channel Playlist[22] oraz na Disney Karaoke Series: Disney Channel, Vol. 1[23]. Kompozycja była także wykonywana jako jedyna przez Cyrus w jej trasie Wonder World Tour.
- „I Wanna Know You” to czwarty singiel z soundtrack w duecie z Davidem Archuletą. Utwór został wydany w rozgłośni radiowej Radio Disney 2 maja 2009 roku[24][25]. Piosenka uplasowała się na siedemdziesiątym czwartym miejscu Billboard Hot 100[26].
- „Ice Cream Freeze (Let’s Chill)” to piąty singiel z Hannah Montana 3. Premiera piosenki odbyła się 22 maja 2009 roku w Radio Disney, a teledysk miał swoją premierę na Disney Channel tego samego dnia[27]. „Ice Freeze Cream (Let’s Chill)” i odpowiadający mu klip został wydany na iTunes Store 30 czerwca jako część Radio Disney iTunes Pass, który jest jedynym singlem przed wydaniem albumu[28]. Kompozycja zadebiutowała na osiemdziesiątym siódmym miejscu Billboard Hot 100[29], na pięćdziesiątym siódmym Canadian Hot 100[29] oraz na dziewięćdziesiątym UK Singles Chart, stając się pierwszym notowanym singlem Montany od czasu „Nobody’s Perfect”[30].
- „He Could Be the One” to szósty singiel z albumu, wydany 12 czerwca 2009 roku wraz z teledyskiem podczas godzinnego odcinka Hannah Montany o tej samej nazwie. Utwór zadebiutował na dziesiątej pozycji Billboard Hot 100, pokonując singiel Mariah Carey „Obsessed”[31][32] oraz na dziewięćdziesiątym siódmym Canadian Hot 100[33]. Piosenka stała się singlem Hannah o najwyższym notowaniu (pokonując „Life’s What You Make It” o 15 oczek) w Ameryce.
- „Supergirl” to siódmy singiel z Hannah Montana 3. Został wysłany do Radio Disney 2 lipca 2009 roku oraz do Disney Channel jako teledysk. Piosenka jako CD singiel została wydana na niemieckim rynku 28 sierpnia 2009 roku z „Every Part of Me” jako B-side[34]. Utwór znalazł się na czterdziestej drugiej pozycji w tym kraju[35]. Chociaż oficjalna premiera miała miejsce w Radio Disney 2 lipca 2009 roku, dopiero w listopadzie została dopuszczona do innych rozgłośni.
- „Just a Girl” jest ósmym singlem ze ścieżki dźwiękowej. Teledysk miał swoją premierę 30 czerwca 2009 roku, a w styczniu 2010 roku został wydany w Radio Disney.

### Inne notowane piosenki
- „Don’t Wanna Be Torn” to piosenka ze ścieżki dźwiękowej do trzeciego sezonu Hannah Montany. Utwór miał swoją premierę w rozgłośni Radio Disney 1 lipca 2009 roku, w tygodniu promującym album. Choć piosenka miała swoją premierę w Radio Disney, nie została ona dopuszczona do innych rozgłośni.

## Promocja
Disney promował album za pomocą rozgłośni radiowej Radio Disney, teledysków, które można było zobaczyć na kanale Disney Channel oraz strony internetowej. W październiku 2008 roku Miley jako Hannah Montana nagrała koncert w Irvine, w Kalifornii, gdzie wykonała piosenki z trzeciego serialu Hannah Montany w celu wykonania zdjęć do serialu i klipów. Cyrus na koncercie wykonała piosenki: „It’s All Right Here”, „Let’s Do This”, „Ice Cream Freeze (Let’s Chill)”, „Mixed Up”, „Just a Girl”, „Let’s Get Crazy”, „Supergirl” i „Every Part of Me”. Ostatnie pięć piosenek miało swoją wideo premierę codziennie od 29 czerwca do 3 lipca 2009 roku z odliczaniem do wydania albumu. Radio Disney promował piosenki z płyty codziennie od 29 czerwca do 4 lipca 2009 roku, na trzy dni przed wydaniem soundtracku. Ponadto Disney wydał także grę „Hannah Montana: Sing Whaaat”, w której Jason Earles próbuje odgadnąć nazwy piosenek z płyty oraz Rock the Beat na oficjalnej stronie Hannah Montany.

## Lista utworów
| Nr  | Tytuł                                                          | Autor | Producenci                              | Czas |
| --- | -------------------------------------------------------------- | --- | --------------------------------------- | ---- |
| 1.  | "It’s All Right Here"                                          | Antonina Armato, Tim James                                                                                  | Armato, James                           | 3:49 |
| 2.  | "Let’s Do This"                                                | Derek George, Tim Owens, Adam Tefteller, Ali Theodore                                                       | Theodore, Jason Gleed, Alana da Ponseca | 3:49 |
| 3.  | "Mixed Up"                                                     | Kara DioGuardi, Marti Frederiksen                                                                           | Frederiksen, Anthony Focx               | 3:52 |
| 4.  | "He Could Be the One"                                          | DioGuardi, Mitch Allan                                                                                      | Allan, DioGuardi                        | 3:00 |
| 5.  | "Just a Girl"                                                  | Toby Gad, Arama Brown                                                                                       | Gad, Brown                              | 3:35 |
| 6.  | "I Wanna Know You" (featuring David Archuleta)                 | Chen Neeman, Jeannie Lurie, Aris Archontis                                                                  | Lurie, Neeman, Archontis                | 2:47 |
| 7.  | "Supergirl"                                                    | Dan James, DioGuardi                                                                                        | Dreamlab                                | 2:54 |
| 8.  | "Every Part of Me"                                             | Adam Watts, Andy Dodd                                                                                       | Watts, Dodd                             | 3:30 |
| 9.  | "Ice Cream Freeze (Let’s Chill)"                               | Matthew Gerrard, Robbie Nevil                                                                               | Gerrard                                 | 3:07 |
| 10. | "Don’t Wanna Be Torn"                                          | DioGuardi, Allan                                                                                            |                                         | 3:28 |
| 11. | "Let’s Get Crazy"                                              | Colleen Fitzpatrick, Michael Kotch, Dave Derby, Michael "Smidi" Smith, Stefanie Ridel, Mim Nervo, Liv Nervo | The Collective, Smidi                   | 2:35 |
| 12. | "I Wanna Know You" (solo version)                              | Chen Neeman, Lurie, Aris Archontis                                                                          | Lurie, Neeman, Archontis                | 2:46 |
| 13. | "Let’s Make This Last 4Ever" (wykonywana przez Mitchela Musso) | Justin Gray, Michael Raphael, Sam Musso, Mitchel Musso                                                      | Gray                                    | 3:12 |
| 14. | "If We Were a Movie" (with Corbin Bleu)                        | Lurie, Holly Mathis                                                                                         | James, Paul Palmer                      | 3:04 |

| iTunes Deluxe Edition' i UK Deluxe Edition Bonus DVD |
| --- |
| 15. „It’s All Right Here” (live music video) - 3:49 16. „Let’s Do This” (live music video) - 3:35 17. „Every Part of Me” (live music video) - 3:31 18. „Ice Cream Freeze (Let’s Chill)” (live music video) – 3:01 19. „Mixed Up” (live music video) – 3:51 20. „Supergirl” (live music video) – 2:55 21. „Just a Girl” (live music video) – 3:38 22. „Let’s Get Crazy” (live music video) – 2:39 |

## Notowania
| Listy (2009)                      | Najwyższe pozycje |
| --------------------------------- | ----------------- |
| Australia (ARIA Charts)           | 27                |
| Austria (IFPI)                    | 4                 |
| Belgia (Ultratop 50)              | 61                |
| Francja (SNEP)                    | 84                |
| Hiszpania (PROMUSICAE)            | 6                 |
| Irlandia (Irish Albums Chart)     | 2                 |
| Kanada (Canadian Albums Chart)    | 2                 |
| Meksyk (AMPROFON)                 | 26                |
| Niemcy (Media Control Charts)     | 13                |
| Norwegia (VG-Lista)               | 40                |
| Nowa Zelandia (RIANZ)             | 16                |
| Polska (OLiS)                     | 4                 |
| Portugalia (AFP)                  | 5                 |
| Stany Zjednoczone (Billboard 200) | 1                 |
| Szwajcaria (Schweizer Hitparade)  | 32                |
| Świat (World Chart)               | 8                 |
| Węgry (MAHASZ)                    | 17                |
| Wielka Brytania (UK Albums Chart) | 5                 |

| Rok  | Tytuł                            | Najwyższa pozycja | Najwyższa pozycja | Najwyższa pozycja | Najwyższa pozycja | Najwyższa pozycja |
| Rok  | Tytuł                            | AUS               | CAN               | DEU               | UK                | USA               |
| ---- | -------------------------------- | ----------------- | ----------------- | ----------------- | ----------------- | ----------------- |
| 2009 | „He Could Be the One”            | 64                | 97                | –                 | –                 | 10                |
| 2009 | „I Wanna Know You”               | –                 | –                 | –                 | –                 | 74                |
| 2009 | „Super Girl”                     | –                 | –                 | 42                | –                 | –                 |
| 2009 | „Ice Cream Freeze (Let’s Chill)” | –                 | 57                | –                 | 90                | 87                |
| 2009 | „Let’s Get Crazy”                | 26                | –                 | –                 | –                 | 57                |

| Państwo           | Status     |
| ----------------- | ---------- |
| Australia         | Złoto      |
| Austria           | Złoto      |
| Brazylia          | Złoto      |
| Meksyk            | Złoto      |
| Niemcy            | Złoto      |
| Nowa Zelandia     | Złoto      |
| Polska            | Złoto      |
| Stany Zjednoczone | 2x Platyna |
| Szwajcaria        | Platyna    |

## Personel
Źródło
| - Mitch Allan – Producent muzyczny - Antonia Armato – Producent muzyczny - Aris Archontis – Producent muzyczny, miksowanie - David Archuleta – Wokal gościnny - The Collective – Producent muzyczny - Corbin Bleu – Wokal gościnny - Arama Brown – Producent muzyczny - Miley Cyrus jako Hannah Montana – Wokal - Kara DioGuardi – Producent muzyczny - Andy Dodd – Producent muzyczny, miksowanie - Dreamlab – Producent muzyczny - Anthony Focx – Inżynier dźwięku, miksowanie - Alana da Fonseca – Producent muzyczny - Marti Frederiksen – Producent muzyczny, inżynier, miksowanie - Toby Gad – Producent muzyczny, miksowanie - Steve Gerdes – Kierownictwo artystyczne - Matthew Gerrard – Producent muzyczny, miksowanie | - Jason Gleed – Producent muzyczny - Justin Gray – Producent muzyczny - Paul David Hager – Miksowanie - Tim James – Producent muzyczny - Jeannie Lurie – Producent muzyczny - Fred Maher – Miksowanie - Brian Malouf – Miksowanie - Mitchel Musso – śpiew - Chen Neeman – Producent muzyczny - Paul Palmer – Miksowanie - Eddy Schreyer – Mastering - Anabel Sinn – Design - Michael „Smidi” Smith – Producent muzyczny - Ali Dee Theodore – Producent muzyczny - Steve Vincent – Producent wykonawczy - Adam Watts – Producent muzyczny, miksowanie |

## Historia wydania
| Państwo           | Data                 | Wytwórnia                           | Format                  | Ktalog             |
| ----------------- | -------------------- | ----------------------------------- | ----------------------- | ------------------ |
| Niemcy            | 3 czerwca 2009       | EMI Records                         | CD, digital             | B002AJQ77O         |
| Holandia          | 2 lipca 2009         | Walt Disney Records                 | CD                      | 5099968421724      |
| Belgia            | 6 lipca 2009         | Walt Disney                         | CD, digital             | 5099968421724      |
| Dania             | 6 lipca 2009         | Walt Disney, Buena Vista Records    | CD, digital             | 5099968421724      |
| Finlandia         | 6 lipca 2009         | Walt Disney                         | CD, digital             | 5099968421724      |
| Irlandia          | 6 lipca 2009         | Walt Disney                         | CD, digital             | 5099968421724      |
| Francja           | 6 lipca 2009         | Walt Disney, EMI                    | CD, digital             | B002DJGA0U         |
| Grecja            | 6 lipca 2009         | Walt Disney                         | CD, digital             | 5099968421724      |
| Wielka Brytania   | 6 lipca 2009         | EMI                                 | CD, digital             | B002BO2RAE         |
| Nowa Zelandia     | 6 lipca 2009         | Walt Disney, EMI                    | CD                      | 5099968421724      |
| Szwajcaria        | 6 lipca 2009         | Walt Disney, EMI                    | CD                      | 5099968421724      |
| Argentyna         | 7 lipca 2009         | Walt Disney                         | CD, wzmocniona, digital | B002AJQ77O         |
| Kanada            | 7 lipca 2009         | Walt Disney, EMI, Universal Records | CD, wzmocniona, digital | B002CW4LJU         |
| Chile             | 7 lipca 2009         | Walt Disney                         | CD, wzmocniona, digital | B002AJQ77O         |
| Hongkong          | 7 lipca 2009         | Walt Disney, EMI                    | CD                      | D000297002         |
| Meksyk            | 7 lipca 2009         | Hollywood                           | CD, wzmocniona, digital | B002AJQ77O         |
| Portoryko         | 7 lipca 2009         | Hollywood                           | CD, wzmocniona, digital | B002AJQ77O         |
| Rosja             | 7 lipca 2009         | Hollywood                           | CD                      | 0050087132408      |
| Singapur          | 7 lipca 2009         | Hollywood                           | CD                      | 50087132408        |
| Hiszpania         | 7 lipca 2009         | Hollywood                           | CD, wzmocniona, digital | B002AJQ77O         |
| Stany Zjednoczone | 7 lipca 2009         | Hollywood                           | CD, wzmocniona, digital | B002AJQ77O         |
| Szwecja           | 8 lipca 2009         | Walt Disney, Buena Vista, EMI       | CD                      | EMI-50999 -6842172 |
| Włochy            | 10 lipca 2009        | Walt Disney, EMI                    | CD                      | 5099968421724      |
| Japonia           | 22 lipca 2009        | Walt Disney                         | CD, wzmocniona          | B002AJQ77O         |
| Brazylia          | 26 lipca 2009        | Walt Disney                         | CD                      | 050087148232       |
| Indie             | 6 sierpnia 2009      | Walt Disney                         | CD                      | D000297002         |
| Austria           | 4 września 2009      | Walt Disney, EMI                    | CD, digital             | B002BO2RAE         |
| CD + DVD          |                      |                                     |                         |                    |
| Japonia           | 7 października 2009  | Avex Group                          | double CD               | B0027VIC6E         |
| Austria           | 4 września 2009      | Walt Disney, EMI                    | double CD               | B002C2NJW0         |
| Niemcy            | 4 września 2009      | Walt Disney, EMI                    | double CD               | B002C2NJW0         |
| Wielka Brytania   | 7 września 2009      | EMI                                 | double CD               | B002C2NJW0         |
| Brazylia          | 6 października 2009  | Walt Disney                         | double CD               | 50087152932        |
| Karaoke           |                      |                                     |                         |                    |
| Stany Zjednoczone | 13 października 2009 | Hollywood                           | CD                      | B002HWUTZK         |